# 李司棋
李司棋（英語：Louise Lee Sze Kee；1950年9月26日—），原名李蓉，香港女演員，1968年度香港公主冠軍得主。2007年11月，於《萬千星輝頒獎典禮2007》憑《溏心風暴》中「凌巧（大契）」一角奪得「最佳女主角」。近年以个人身份回歸無綫電視拍攝劇集。其名字「司棋」源於中學時期胞姊為她所改，靈感來自《紅樓夢》中一位負責打理棋房的丫鬟。

## 背景

### 早年經歷
李司棋原名為「李蓉」，她在天津出生，六歲來到香港生活，有二姊一妹，定居香港島北角皇都戲院附近、渣華街的唐樓，後移居銅鑼灣大廈及尖沙咀遠東大廈。父親經營出入口貿易生意。她畢業於聖猶達小學、蘇浙公學和新法書院（大坑校），在校時精於作文及繪畫，拙於數理科，自小已與百德新街鄰居、前演員梁小玲認識。1968年以「高荊慧」的名字參選由東方選美公司舉辦的香港小姐競選，並在「香港公主」組別獲得冠軍（決賽當晚臨時改以名字「李司棋」參賽），繼而進入娛樂圈，同年於麗的電視第二期藝員訓練班畢業（1967年起報讀）。1969年代表香港參加澳洲墨爾本太平洋皇后選美大會，不過基於無心再參與選美活動，想專注在無綫發展而沒有出行。她本來可以到美國參加邁亞密選美大會，終因年齡以1968年6月為止未足18歲而未能成事。而麗的一方亦希望把她羅致旗下，惜因父親認為她不能把娛樂事業視為終身職業，於是作罷。同時在父親建議下報讀商科班，學習簿記、秘書一類課程，又報讀過邵氏電影公司的演藝班。

### 事業發展
及後，李司棋受蔡和平邀請為無綫《歡樂今宵》演出趣劇，並擔任助理編導。因她說話時聲音像童聲，所以曾加入無綫電視粵語配音組，為片集「合家歡」中的「小寶」配音。1969年4月離開無綫，隨後簽約娛樂公司並參演多部電影，首部是1969年的《飛男飛女》，1971年重返無綫，首先演出《雷雨》，然後演出多部經典劇集如《春暉》、《啼笑姻缘》、《董小宛》等（1974年，因懷孕而辭演《藍與黑》）。1976年，跟隨當時無綫高層鍾景輝加盟麗的電視，但拍攝的劇集《電視人》和《鑄情》均未能取得好成績。1977年，《華僑日報》選出李司棋為香港十大紅星之一。
她其後於1978年回歸無綫，獲邀請演出長篇電視劇《大亨》的後半，往後更成為另一套長篇劇《強人》的女主角，又在無綫演出多部甘國亮經典劇集如《山水有相逢》、《無雙譜》、《逐個捉》、《神女有心》等，是1970至1980年代當紅的女藝員。當時她與汪明荃、黃淑儀名為電視圈三大阿姐（亦稱為「鎮台三寶」），後期再與趙雅芝合稱無綫四大當家花旦。李司棋擅演影壇花旦大明星 ，除《山水有相逢》外 ，《星塵》、《逐個捉》、及《大亨》也不乏戲中戲情節。1985年拍畢《錯體姻緣》後，正在事業高峰的她決意舉家移民加拿大，定居期間受加拿大中文電視台邀請加盟，擔任國語新聞報道員，更嘗試當編劇，親自撰寫劇本拍戲。她之所以決定移民，原因出於發覺自己失去了很多陪伴女兒成長的時間，加上分娩後身體轉差，以致體力不足以應付長期拍攝的過程，所以不再投入劇集接劇集的生活。
直至1990年，李司棋回港發展，多拍攝處境劇，例如《茶煲世家》、《卡拉屋企》，人氣急升，更獲得1991年壹電視大獎十大電視藝人獎項，也曾擔任《萬千星輝賀台慶》司儀和《歡樂今宵》主持等。因她說得一口標準普通話，1993年被香港電台邀請主持《暢談普通話》，廣受好評。同一時期與朋友合資地產生意和參演了無綫幾套電視劇，其中在1995年至1999年演出長篇劇集《真情》。1999年10月，李司棋患上子宮頸癌，治療期間出現骨枯，一度要用拐杖代步，令她在2000年-2005年期間只能接洽如代言人或登台唱歌的輕巧工作，並因此而跟許佩學習唱歌。治癒後，於2005年接受新加坡新傳媒的邀請復出，拍攝100集處境劇《同心圓》。
她後來於2006年重返無綫電視，參演《溏心風暴》飾演「凌巧（大契）」，因其角色金句連場，成為觀眾討論話題，更令李司棋憑此劇於在《萬千星輝頒獎典禮2007》獲得「最佳女主角」獎。2008年憑姊妹作《溏心風暴之家好月圓》「荷媽」一角獲得《萬千星輝頒獎典禮2008》「我最喜愛的電視女角色」獎，再於《萬千星輝頒獎典禮2010》中獲頒最高殊榮「萬千光輝演藝人大獎」，成為首位於該頒獎禮獲得三大獎項的女演員。然而她於2015年約滿無綫電視便沒有續約，與無綫電視結束27年之賓主關係。《水髮胭脂》為其在無綫電視的暫別作。2016年底，她發現自己左耳神經退化四成，導致左耳失去聽覺。後受金牌監製劉家豪邀請，以自由身回無綫電視拍攝《溏心風暴3》。

## 個人生活
1971年，李司棋與法醫官葉志鵬結婚，1974年誕下女兒葉子青。1989年發現丈夫有第三者而離婚，女兒選擇跟隨爸爸生活，兩母女甚少聯絡，直至女兒放棄跟隨爸爸後回到她身邊，母女關係重修舊好。1992年與何偉強再婚，但婚姻只維持三年便分居，1999年離婚。在宗教信仰方面，李於1997年9月15日改信基督教。
葉子青現時是加拿大多倫多《星島A1中文電台》的節目主持。

## 電視劇

### 無綫電視
| 首播          | 劇名                         | 角色               |
| 1968年        | 《太平山下：神棍失手記》     |                    |
| 1968年        | 《太平山下：母愛》           |                    |
| 1969年        | 《太平山下：假日談奇》       |                    |
| 1971年        | 《鍍金世界》                 |                    |
| 1971年        | 《雷雨》                     | 魯四鳳             |
| 1972年        | 《琉璃世界》                 |                    |
| 1972年-1973年 | 《春暉》                     | 趙竹君             |
| 1973年        | 《煙雨濛濛》                 | 陸依萍             |
| 1973年        | 《懸崖》                     |                    |
| 1973年        | 《變》                       |                    |
| 1974年        | 《啼笑姻緣》                 | 沈鳳喜／何麗娜     |
| 1974年        | 《懾魄驚魂》                 |                    |
| 1975年        | 《董小宛》                   | 董小宛             |
| 1975年        | 《小婦人》                   | 張愛蘭             |
| 1975年        | 《民間傳奇：風塵三俠》       | 紅拂女             |
| 1975年        | 《民間傳奇：釵頭鳳》         | 唐蕙仙             |
| 1975年        | 《民間傳奇：蘇小妹三難新郎》 | 蘇小妹             |
| 1976年        | 《春殘》                     | 秦樂珊             |
| 1976年        | 《少年十五二十時》           | 江修女             |
| 1976年        | 《民間傳奇：有道棄妻》       | 孟月華             |
| 1976年        | 《民間傳奇：竇娥冤》         | 竇娥               |
| 1976年        | 《民間傳奇：繡襦記》         | 李亞仙             |
| 1976年        | 《書劍恩仇錄》               | 駱 冰              |
| 1976年        | 《七女性》                   |                    |
| 1976年        | 《世界名劇選：簡愛》         |                    |
| 1976年        | 《世界名劇選：彌》           |                    |
| 1976年        | 《逼上梁山》                 | 林冲妻子           |
| 1978年        | 《兩公婆》                   |                    |
| 1978年        | 《大亨》                     | 黃 梅              |
| 1978年        | 《強人》                     | 香若楠             |
| 1978年        | 《行運一條龍》               |                    |
| 1978年        | 《蕭十一郎》                 | 沈碧君             |
| 1979年        | 《楚留香》                   | 柳無眉             |
| 1979年        | 《女人三十：奈何天》         |                    |
| 1979年        | 《抉擇》                     | 韓映雪             |
| 1980年        | 《歡樂群英》                 | 紅玫瑰             |
| 1980年        | 《山水有相逢》               | 梅 妹              |
| 1980年        | 《輪流傳》                   | 解文意             |
| 1981年        | 《流氓皇帝》                 | 易蓉蓉             |
| 1981年        | 《無雙譜》                   | 鯉魚精／金牡丹     |
| 1981年        | 《未了情》                   | 蔡雪雁             |
| 1981年        | 《逐個捉》                   | 白芙蓉/顏小小      |
| 1982年        | 《神女有心》                 | 常念奴             |
| 1982年        | 《星塵》                     | 姚 韻              |
| 1983年        | 《射鵰英雄傳之鐵血丹心》     | 包惜弱             |
| 1983年        | 《再生緣》                   | 白蝶燕             |
| 1983年        | 《再見十九歲》               | 康妮修女（康若恆） |
| 1983年        | 《無冕天使》                 | 葉 亭              |
| 1984年        | 《朝九晚五俏佳人》           | 朱嘉麗             |
| 1985年        | 《錯體姻緣》                 | 姚黛仙             |
| 1985年        | 《夜驚魂》                   | Liza               |
| 1990年        | 《茶煲世家》                 | 陸家玲             |
| 1990年        | 《香港蛙人》                 | 陸笑媚             |
| 1990年-1991年 | 《朝陽》                     | 方詠詩             |
| 1991年        | 《老友鬼鬼》                 | 天 使              |
| 1991年-1992年 | 《卡拉屋企》                 | 劉嬌嬌（三叔公）   |
| 1992年        | 《龍的天空》                 | 周禮嫻             |
| 1992年        | 《三喜臨門》                 | 芷 君              |
| 1992年        | 《巨人》                     | 李秀慧             |
| 1995年-1999年 | 《真情》                     | 梁潤善             |
| 2007年        | 《溏心風暴》                 | 凌巧（大契）       |
| 2008年        | 《溏心風暴之家好月圓》       | 钟笑荷（荷媽）     |
| 2008年        | 《珠光寶氣》                 | 白筱柔             |
| 2009年        | 《有營煮婦》                 | 魯小麗（吴魯太）   |
| 2010年        | 《天天天晴》                 | 明心安（明姑娘）   |
| 2011年        | 《Only You 只有您》          | 莊思甜（甜姐）     |
| 2011年        | 《真相》                     | 方笑蘭             |
| 2013年        | 《心路GPS》                  | 劉翠雲（翠姨）     |
| 2013年        | 《巨輪》                     | 周玉梅（梅姐）     |
| 2014年        | 《叛逃》                     | 唐淑芬（芬姨）     |
| 2015年        | 《水髮胭脂》                 | 連秀芳（芳姨）     |
| 2017年        | 《溏心風暴3》                | 凌麗熒（火姐）     |

### 麗的電視
| 首播   | 劇名                 | 角色   |
| 1977年 | 《鑄情》             |        |
| 1977年 | 《慾海花：陳圓圓》   |        |
| 1977年 | 《恆生劇場：信心》   |        |
| 1977年 | 《職業女性：女演員》 |        |
| 1977年 | 《電視人》           | 楊泳萱 |

### 新傳媒（新加坡）
| 首播   | 劇名     | 角色   |
| 2005年 | 同心圓   | 李甜   |
| 2005年 | 同心圓II | 李甜   |
| 2011年 | 麻婆斗婦 | 林寶珠 |
| 2019年 | 老友万岁 | 梁善蓉 |

### 其他
| 首播   | 劇名                         | 角色     |
| 1977年 | 《獅子山下：疤痕》           | 心理醫生 |
| 1978年 | 《屋簷下：阿琼的故事》       | 阿瓊     |
| 1979年 | 《ICAC：歸去來兮》           |          |
| 1980年 | 《烙印：初生》               |          |
| 1980年 | 《烙印：再會蘇絲黃》         |          |
| 1980年 | 《百合花：兩小無猜》         |          |
| 1980年 | 《百合花：助養》             |          |
| 1994年 | 《地久天長》（台灣廣電基金） |          |

## 電視電影（無綫電視）
| 首播   | 劇名       | 角色   |
| 1991年 | 共飲長江水 |        |
| 1992年 | 羣星會     | 易蓉蓉 |

## 電視配音
| 年份 | 電視劇名                       | 聲演角色    |
|      | 《合家歡》                     | 聲演 小寶   |
|      | 《射鵰英雄傳之鐵血丹心》國語版 | 聲演 包惜弱 |
| 1976 | 動畫《小甜甜》                 |             |

## 電視節目主持及演出
- 1968年－1969年、1990年－1991年：《歡樂今宵》（無綫電視）
- 1971年：《雙星報喜》（無綫電視）
- 1982年：《親情滿萬家》（香港電台）
- 1983年－1984年、1992年：《K-100》（無綫電視）
- 1990年：《第23屆萬千星輝賀台慶》（無綫電視）
- 1990年：《油尖同樂嘉年華》（無綫電視）
- 1990年：《歡樂滿東華1990》（無綫電視）
- 1990年：《乜太今夜VERY GOOD》（無綫電視）
- 1990年：《唱談普通話》第一輯（香港電台）
- 1991年：《唱談普通話》第二輯（香港電台）
- 1992年：《醫生與你》（香港電台）
- 1993年：《唱談普通話》第三輯（香港電台）
- 2009年：《世界文化遺產》（旁白）（無綫電視）
- 2016年：《食得有法「補」》[7]（有線電視）
- 2017年：《帶阿媽去旅行》（奇妙電視中文台；現稱「香港開電視」）

## 電影
| 首播   | 片名                   | 角色        |
| 1969年 | 《飛男飛女》           |             |
| 1969年 | 《四鳳求凰》           | 胡月鵝      |
| 1970年 | 《小姐不在家》         |             |
| 1970年 | 《歡樂時光》           |             |
| 1970年 | 《瓊花仙子》           |             |
| 1970年 | 《學府新潮》           |             |
| 1971年 | 《最長的約會》         |             |
| 1971年 | 《情人再見》           |             |
| 1971年 | 《重逢》               |             |
| 1972年 | 《黑名單》             | 莊憶美      |
| 1972年 | 《難忘初戀情人》       |             |
| 1974年 | 《唐山猛虎》           |             |
| 1974年 | 《太平山下》           |             |
| 1974年 | 《逼虎跳牆》           |             |
| 1974年 | 《吸毒者》             |             |
| 1974年 | 《大鄉里》             |             |
| 1975年 | 《彩宏焦焦》           |             |
| 1975年 | 《大家樂》             |             |
| 1976年 | 《下流社會》           | 莫淑英      |
| 1976年 | 《大鄉里與掃街添》     |             |
| 1978年 | 《大躍進》             |             |
| 1984年 | 《愛情麦芽糖》         |             |
| 1990年 | 《愛的世界》           | 李子良妻    |
| 1990年 | 《祝福》               |             |
| 1990年 | 《新半斤八兩》         | 許太        |
| 1992年 | 《積奇瑪莉》           |             |
| 1994年 | 《愛的種籽》           |             |
| 1994年 | 《清官難審》           | 畢母        |
| 1995年 | 《九絞龍的謊言》       | shirely母親 |
| 1996年 | 《虎度門》             |             |
| 2006年 | 《大丈夫2》            | 陳修女      |
| 2008年 | 《十分鍾情》之依然有夢 |             |

## 電影配音
| 年份   | 電影                       | 聲演角色              |
| 1989年 | 《打工狂想曲》             | 聲演 Candy Lam (國語) |
| 1989年 | 《賭神》                   | 聲演 JANET            |
| 1997年 | 《宋家皇朝》               | 聲演 宋慶齡           |
| 2007年 | 《閃閃的紅星之孩子的天空》 | 聲演 曾麗花           |

## 舞台劇
- 1974年：《佳期近》
- 1984年：《花心大丈夫》
- 2000年：《今夜真情流露》
- 2008年：《留住百味情》
- 2012年：《金池塘》
- 2017年：《小城風光》
- 2018年：《秘密》

## 廣播劇及朗讀
- 1984年：《國聲劇場：草的絮語》 （普通話廣播劇）（香港電台）
- 1998年：《烏龍家族》 （普通話廣播劇）（香港電台）
- 2007年：《東京鐵塔：我的母親父親》（香港版）飾演林海峰的母親。
- 2013年：《文化之旅》 普通話朗讀（香港電台）
- 2014年：《有聲好書：日影行》 朗讀（香港電台）

## 戲曲演出
- 1980年：《歡樂滿東華1980》 演出歌劇《三娘教子》
- 1982年：《歡樂滿東華1982》 演出越劇《王魁與桂英：情探》
- 1983年：市政局主辦《中國戲曲匯演越劇晚會》 演出越劇《打金枝：闖宮》
- 1990年：《歡樂滿東華1990》 演出京劇《紅娘》

## 廣告
- 生力啤
- 采絲洗髮水
- 燕得衛生巾 （页面存档备份，存于）
- 熊貓衛生紙
- 2036靈芝孢子
- 三菱電機家庭用品
- TDK磁性頸鍊
- 多田安全爐
- 龍發製藥排毒美顏寶（2000年）
- 施務露金雞鐵樹酒 （页面存档备份，存于）
- Sony A7RIII
- V3D爆珠口罩
- 戶戶送 x 麥當勞（與梁祖堯、張文傑、張天賦合作）（2021年）
- 香港按揭證券退休三寶（2022年）[8]
- 滙豐（2022）
- MTR 《東鐵過海真的很興奮》（2022）[9]
- 獅球嘜广告-2022
- 喜療妥 (2022) (與張敬軒合作)
- Amgen (2022)
- 八達通 (2023)[10]

## 獎項
| 年份   | 名稱                   | 獎項                      | 作品               | 結果 |
| ------ | ---------------------- | ------------------------- | ------------------ | ---- |
| 1975年 | 華僑晚報十大明星金球獎 | 十大明星金球獎(電視)      |                    | 獲獎 |
| 1977年 | 華僑晚報十大明星金球獎 | 十大明星金球獎(電視)      |                    | 獲獎 |
| 1978年 | 華僑晚報十大明星金球獎 | 十大明星金球獎(電視)      |                    | 獲獎 |
| 1980年 | 華僑晚報十大明星金球獎 | 十大明星金球獎(電視)      |                    | 獲獎 |
| 1983年 | 華僑晚報十大明星金球獎 | 十大明星金球獎(電視)      |                    | 獲獎 |
| 1984年 | 華僑晚報十大明星金球獎 | 十大明星金球獎(電視)      |                    | 獲獎 |
| 1991年 | 壹電視大獎1991         | 十大電視藝人(女藝人第5位) |                    | 獲獎 |
| 2007年 | 萬千星輝頒獎典禮       | 最佳女主角                | 溏心風暴           | 獲獎 |
| 2008年 | 壹電視大獎2008         | 十大電視藝人(第2位)       | 溏心風暴           | 獲獎 |
| 2008年 | 萬千星輝頒獎典禮       | 最受歡迎電視女角色        | 溏心風暴之家好月圓 | 獲獎 |
| 2009年 | 壹電視大獎2009         | 十大電視藝人(第9位)       | 溏心風暴之家好月圓 | 獲獎 |
| 2010年 | 萬千星輝頒獎典禮       | 萬千光輝演藝大獎          |                    | 獲獎 |
| 2013年 | 第二十二屆香港舞台劇獎 | 最佳女主角(喜劇/鬧劇)     | 金池塘             | 獲獎 |
| 2013年 | 第二十二屆香港舞台劇獎 | 跨媒介表演藝術成就獎      |                    | 獲獎 |

## 外部連結
- 李司棋的Instagram帳戶
- 李司棋在互联网电影资料库（IMDb）上的資料（英文）（英文）
- 李司棋在香港影庫上的簡介
- 李司棋在豆瓣上的资料（简体中文）
- 李司棋在时光网上的簡介（简体中文）

| 前任： 羅娜 | 香港小姐競選「香港公主」冠軍 1968年 | 繼任： 譚美美 |